# Ле-Бон-Виллер
Ле-Бон-Вилле́р (фр. Les Bons Villers, валлон. Les Bons Viyés / Bons Vilés) — коммуна в Валлонии, расположенная в провинции Эно, округ Шарлеруа. Принадлежит Французскому языковому сообществу Бельгии. На площади 42,55 км² проживают 8 860 человек (плотность населения — 208 чел./км²), из которых 48,24 % — мужчины и 51,76 % — женщины. Средний годовой доход на душу населения в 2003 году составлял 13 433 евро.
Почтовые коды: 6210, 6211. Телефонный код: 071.